# Xuanbao (köpinghuvudort i Kina, Jiangsu Sheng, lat 32,29, long 119,99)
Xuanbao är en köpinghuvudort i Kina. Den ligger i provinsen Jiangsu, i den östra delen av landet, omkring 110 kilometer öster om provinshuvudstaden Nanjing. Antalet invånare är 25 186. Befolkningen består av 13 465 kvinnor och 11 721 män. Barn under 15 år utgör 12,0 %, vuxna 15-64 år 69 %, och äldre över 65 år 18,0 %.
Runt Xuanbao är det tätbefolkat, med 849 invånare per kvadratkilometer. Närmaste större samhälle är Taixing, 13,9 km söder om Xuanbao. Trakten runt Xuanbao består till största delen av jordbruksmark.
Genomsnittlig årsnederbörd är 1 307 millimeter. Den regnigaste månaden är juli, med i genomsnitt 264 mm nederbörd, och den torraste är januari, med 34 mm nederbörd.